# هوپس‌زیان
در زیست‌شناسی هوپَس‌زیان، پرسلولی‌های راستین یا یومتازوآ (Eumetazoa) فرمانرو عظیم سلسله جانوران است.
هوپس‌زیان یک تبارشاخه هستند که همه جانوران به جز اسفنج‌های دریایی را شامل می‌شوند.
از ویژگی‌های هوپس‌زیان دارا بودن بافت‌های واقعی زیستی است که در لایه‌های باکتری دسته‌بندی شده‌اند.